# Wing On

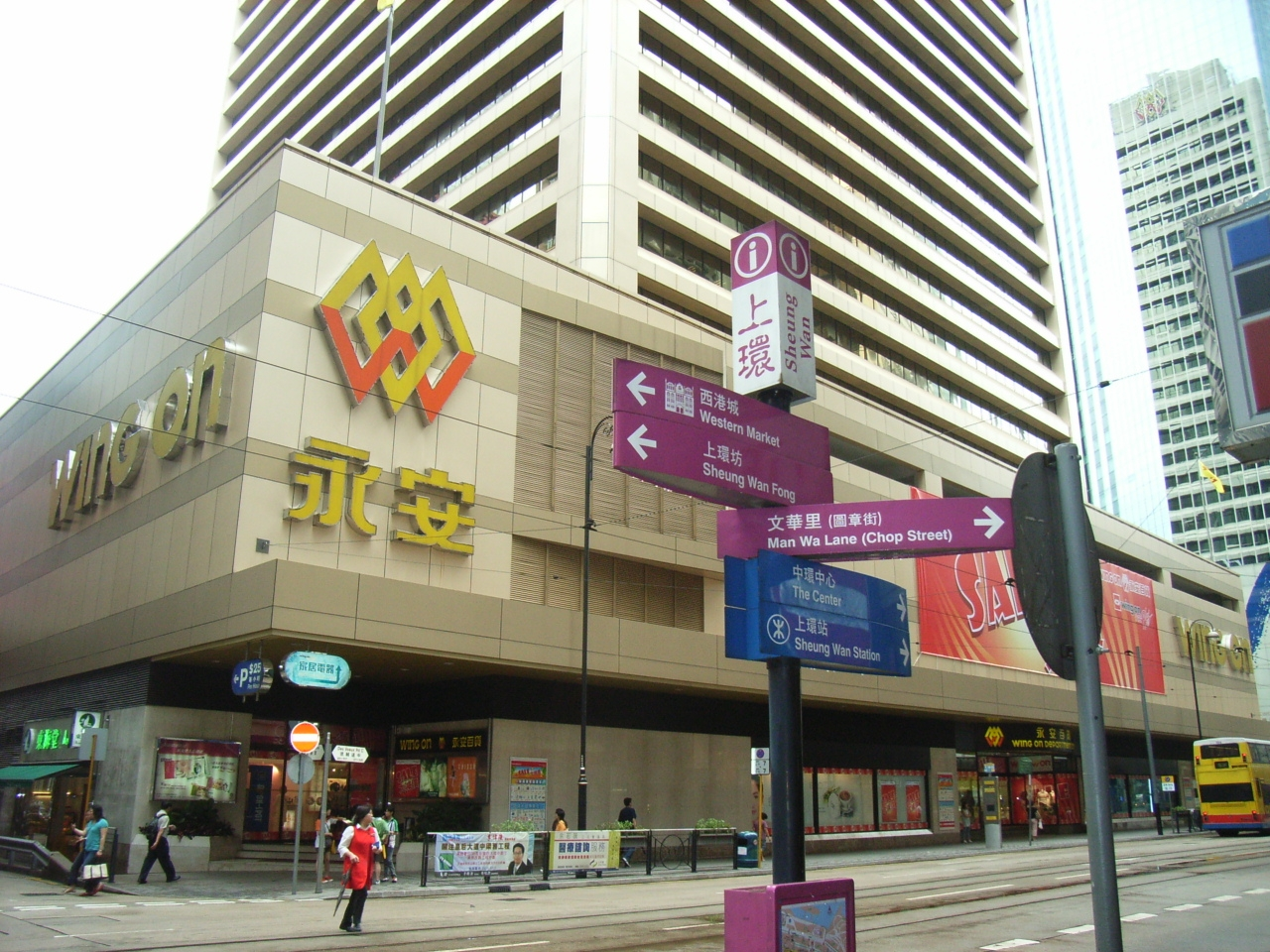
Универмаг в районе Сёнвань

Wing On (永安, Винъонь, Винг Он, Юнъань) — крупная гонконгская торговая компания, управляющая сетью универмагов. Котируется на Гонконгской фондовой бирже как Wing On Company International Limited (SEHK: 0289). Формально зарегистрирована на Бермудских островах. Холдинговая компания торговой сети — Wing On International Holdings Limited, принадлежащая семье Го (Kwok). Во главе группы Wing On стоят братья Карл, Лестер, Марк и Билл Го. Штаб-квартира компании расположена в Wing On Centre (район Сёнвань). Кроме торгового бизнеса Wing On имеет значительные интересы на рынке недвижимости в Гонконге, Австралии и США, а также в сфере автомобильных продаж в Калифорнии, занимается финансовыми операциями и информационными технологиями. По состоянию на 2012 год продажи Wing On составили 240 млн ам. долл..

## История
Компания Wing On была основана в 1907 году братьями Го Лэ и Го Шунем, прибывшими в Гонконг из Австралии (там братья в 1897 году открыли фруктовую лавку и скопили небольшое состояние). В нарушение существовавших традиций Wing On открыла многоэтажный универмаг, где все товары продавались по твёрдым ценам. Ещё одной новинкой для Гонконга было то, что продавцами были женщины. Первоначально начинание не пользовалось популярностью, но со временем Wing On создала в Шанхае целую империю, включавшую магазины, страховую компанию, текстильные фабрики, гостиницы и склады (особенно славился флагманский универмаг на Нанкинской улице, открывшийся в 1918 году). В 1919 году Гонконг охватило антияпонское патриотическое Движение 4 мая. Представители Wing On заявили, что будут бойкотировать японские товары и продавать в своих магазинах только китайскую продукцию.
Позже влияние Wing On распространилось и на страны Юго-Восточной Азии. В 1930-х годах в состав концерна Wing On уже входили три торговые фирмы, заводы по производству пряжи, ткацкие и красильные фабрики, банк, компании по страхованию жизни, от пожаров и морских катастроф. Во всех компаниях контрольный пакет акций и высшие руководящие посты были закреплены за членами семьи Го. Число рабочих и служащих составляло почти 9 тыс. человек. Вслед за отделением в Лондоне в 1940 году Wing On открыла отделения в Нью-Йорке и Сан-Франциско.
После прихода к власти коммунистов в 1949 году все шанхайские активы Wing On были национализированы. В 1986 году Wing On Bank (永安銀行), принадлежавший семье Го, разорился. Он был основан в 1931 году братьями Го как финансовое крыло успешного торгового и страхового бизнеса. После объявления банкротом Wing On Bank оказался под управлением Hang Seng Bank, а позже был продан гонконгскому Dah Sing Bank.

## Структура компании
В Гонконге расположено пять универмагов Wing On общей площадью 33,4 тыс. м²:
- Wing On Centre (Сёнвань).
- Wing On Plus (Яуматэй).
- Wing On Plus (Чимсачёй).
- Taikoo Shing Store (Тхайкусин).
- Discovery Bay Store (Лантау).

Универмаг Wing On Centre был показан в знаменитом боевике Джеки Чана «Полицейская история». В Гонконге несколько высотных зданий носят название Wing On и принадлежат одноимённой группе — Wing On House и Wing On Life Building в районе Центральный и Wing On Centre в районе Сёнвань.